# Benjamin Teixeira de Aguiar
Benjamin Teixeira de Aguiar (Aracaju, 26 de outubro de 1970) é um orientador espiritual, médium, apresentador de TV, palestrante e escritor brasileiro.
Criador e presidente da Sociedade Maria Cristo, organização com status consultivo no Conselho Econômico e Social da ONU. Premiado por relevantes serviços culturais prestados ao povo sergipano. Atualmente, apresenta nos EUA o programa de TV Salto Quântico, criado em 1994, e transmitido na década de 2000 em redes de televisão abertas brasileiras. É fundador da obra social Núcleo de Educação Espiritual e Saúde Irmã Brígida.  

## Biografia
Em 1988, fundou a Sociedade Maria Cristo, organização sem fins lucrativos, de razão social "Sociedade Filantrópica Maria de Nazaré". O Instituto possui status consultivo no Conselho Econômico e Social da ONU, desde 2018.
Desde 1994, apresenta o programa de TV Salto Quântico, anteriormente denominado "Além da morte". Nos anos 2000, o programa foi transmitido em televisão aberta, pela Rede Brasil, também conhecida como TV Educativa do Rio de Janeiro e pela Rede CNT. Atualmente é veiculado nos EUA, pela Comcast da região de Danbury, CT.
É palestrante e escritor, com 16 livros publicados. Aborda comumente temas relacionados a espiritualidade, humanismo e felicidade. Define sua corrente de pensamento como cristã e desvinculada de movimentos religiosos formais. Também é conhecido por defender grupos minoritários, principalmente mulheres, pessoas negras e a comunidade LGBT. Atribui a coordenação de suas atividades a um guia espiritual de nome Eugênia-Aspásia.
Em 1994, fundou o Núcleo de Educação Espiritual e Saúde Irmã Brígida, obra filantrópica que atua em Aracaju e provê à comunidade serviços como: distribuição de alimentos, consultas médicas, tratamento odontológico, além de oficinas educacionais.
Desde 2008, declarou-se publicamente homossexual. Casou-se, no ano seguinte, com Wagner Mendes, que passou a assinar "de Aguiar".

## Prêmios e homenagens
- Em 2004, recebeu do então prefeito Marcelo Déda a Medalha da Ordem do Mérito Cultural Ignácio Barbosa.[30] Prêmio concedido a pessoas que prestam relevantes serviços culturais à cidade e ao povo sergipano, de acordo com a lei de 14 de abril de 1972.[31]
- Em 2012, foi homenageado pela Associação de Travestis e Transgêneros de Aracaju (Astra) - Direitos Humanos e Cidadania como uma das 10 personalidades de maior destaque do Estado de Sergipe, no enfrentamento da homofobia e em favor do respeito.[32]

## Obra publicada
- (1995) A Princesa do Mediterrâneo[3]
- (1999) Como Ser Feliz – Deus como seu Parceiro[33]
- (2004) Almas Gêmeas[34][35]
- (2005) Maria Cristo[36]
- (2011) Respostas Modernas da Sábia Grega – Diálogos com o Espírito Eugênia[37][38]